# Кампала Сити Коунсил
«Кампала Сити Коунсил» (англ. Kampala City Council Football Club) — угандийский футбольный клуб из столицы страны Кампалы, выступающий в Суперлиге Уганды, сильнейшем дивизионе страны. Основан в 1967 году. Домашние матчи проводит на стадионе «Лугого», вмещающем 10 000 зрителей. В высшем дивизионе чемпионата Уганды клуб дебютировал в 1974 году, а уже через два года стал чемпионом страны. «Кампала Сити Коунсил» является вторым по титулованности клубом Уганды, он 8 раз побеждал в чемпионате Уганды и столько же раз завоевывал национальный Кубок, кроме того команда имеет на своем счету победу в международном Кубке КЕСАФА.

## Достижения
- Чемпион Уганды (12): 1976, 1977, 1981, 1983, 1985, 1991, 1997, 2007/08, 2012/13, 2013/14, 2015/16, 2016/17
- Обладатель Кубка Уганды (9): 1979, 1980, 1982, 1984, 1987, 1990, 1993, 2004, 2016/17
- Обладатель Кубка КЕСАФА (1): 1978

## Участие в международных кубках
- Лига чемпионов КАФ: 1 раз

1998 – Первый раунд
- Африканский Кубок чемпионов: 6 раз

| 1977 – Второй раунд 1978 – 1/4 финала | 1982 – 1/4 финала 1984 – Второй раунд | 1986 – Второй раунд 1992 – Второй раунд |

- Кубок Конфедерации КАФ: 2 раза

2005 – Первый раунд
2009 – Второй раунд
- Кубок КАФ: 4 раза

1995 – Второй раунд
1997 – 1/2 финала
2001 – Первый раунд
2002 – Первый раунд
- Кубок обладателей кубков КАФ: 7 раз

| 1980 – Второй раунд 1981 – Первый раунд 1983 – Второй раунд | 1985 – 1/4 финала 1988 – Первый раунд | 1991 – Второй раунд 1994 – Первый раунд |